# Miltijad, papa
Miltijad, papa od 2. srpnja 311. do 10. siječnja 314.

## Životopis
Rodom je iz sjeverne Afrike. Za papu je izabran 2. srpnja 311. godine. Za vrijeme njegovog pontifikata donesen Milanski edikt, kojim je ozakonjeno kršćanstvo u Rimskom Carstvu, odnosno vraćena do tada od rimskih vlasti zaplijenjena imovina Crkve. Sv. Augustin je ovog papu nazvao "pravim sinom Kristova mira". U listopadu 313. uz sudjelovanje 15 italskih i 3 galska biskupa održao je Lateranski sabor na kome je rehabilitiran kartaški biskup Cecilijan, a Donat i njegov nauk donatizam osuđeni kao hereza. Poznat je i po tome što je uveo u uporabu "blagoslovljeni kruh" te započeo gradnju bazilike sv. Ivana Lateranskoga. 314. godine pozvan je na Koncil u Arlesu, ali je umro prije nego što se stigao odazvati. Umro je 10. siječnja 314. godine.

## Vanjske poveznice
- (engl.) Pope St. Miltiades u Katoličkoj enciklopediji, 1913.
- (engl.) Historical "Gift of Constantine":  Arhivirana inačica izvorne stranice od 24. rujna 2006. (Wayback Machine)